# Jardín Botánico de Christchurch

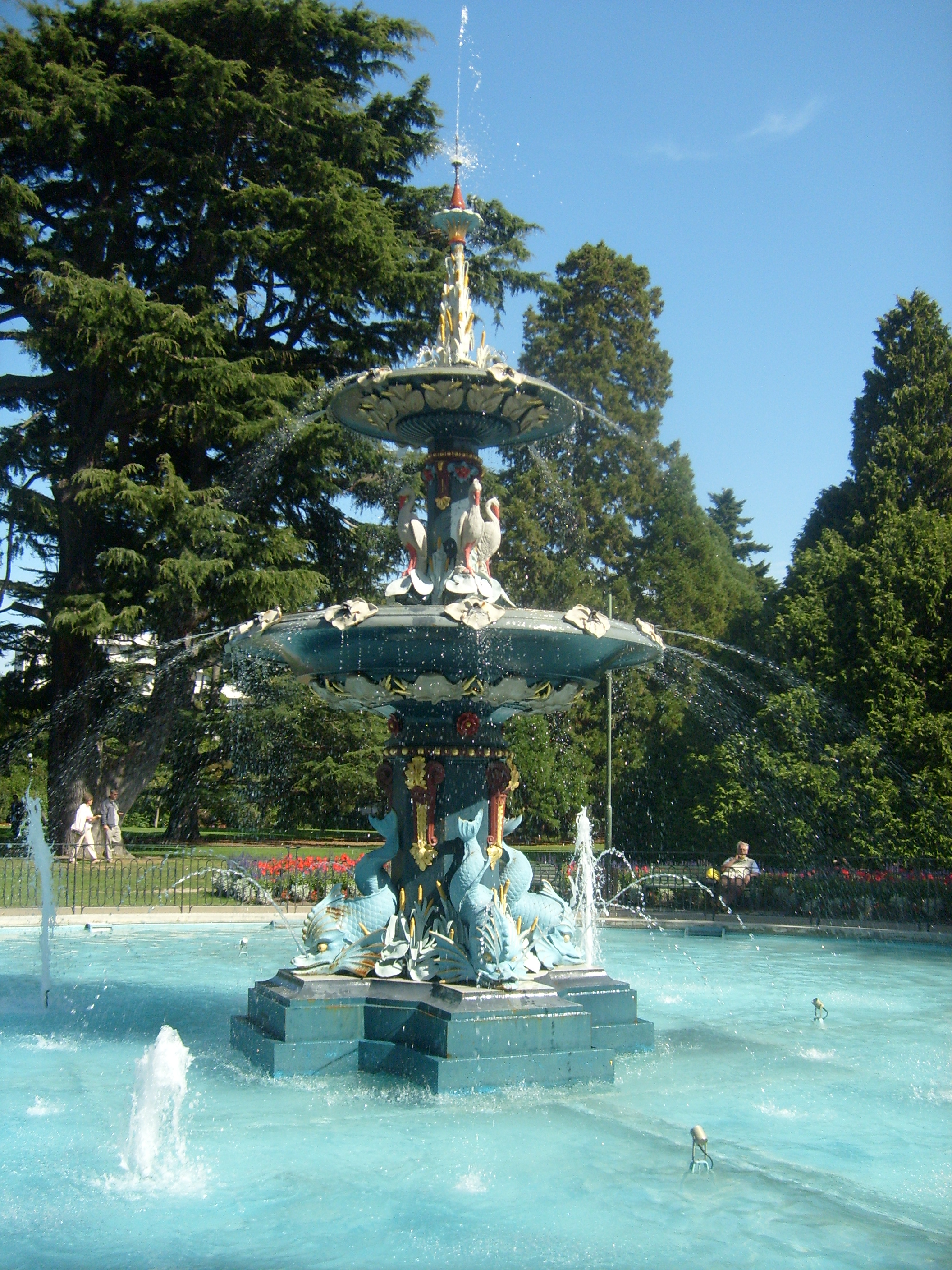
Fuente en el Christchurch Botanic Gardens.

El Jardín Botánico de Christchurch (en inglés : Christchurch Botanic Gardens) es un jardín botánico de 30 hectáreas de extensión en Christchurch, Nueva Zelanda. Es miembro del American Public Gardens Association, y del Botanic Gardens Conservation International, y su código de identificación internacional como institución botánica así como de su herbario es CHRC.

## Localización
Está a 20 minutos del centro de ciudad, entre un meandro del río Avon. Está adyacente al "Hagley Park" (164 hectáreas), un espacio verde importante del centro urbano.
Los jardines abarcan un número de sitios históricos incluyendo la conexión con la historia antártica, y se utilizan de vez en cuando para acontecimientos culturales. Tiene un terreno de juegos para los niños, un restaurante y un café, y es parte del recinto de la herencia de Christchurch. 
Christchurch Botanic Gardens, City Council, Greenspace Unit, P.O. Box 237, Auckland, New Zealand-Nueva Zelanda.43°31′49.5″S 172°37′16.15″E / -43.530417, 172.6211528
- Promedio Anual de Lluvias: 650 mm
- Altitud: 3.00 m s. n. m.
- Área Total Bajo Cristal: 590 metros

La entrada pública es libre. 

## Historia
Hasta el año 1863, el terreno que ocupan los jardines era humedales y dunas de arena en gran parte naturales. Desde este tiempo, ese lugar se ha transformado en un jardín notable del centro urbano con una de las mejores colecciones de plantas exóticas e indígenas en Nueva Zelanda. 
Fue fundado en 1863, cuando el día 9 de julio fue plantado un roble inglés para conmemorar con solemnidad las nupcias entre el Príncipe Albert y la Princesa Alexandra de Dinamarca.

## Colecciones
Este jardín botánico alberga unas 34000 accesiones de plantas con unos 8000 taxones en cultivo.

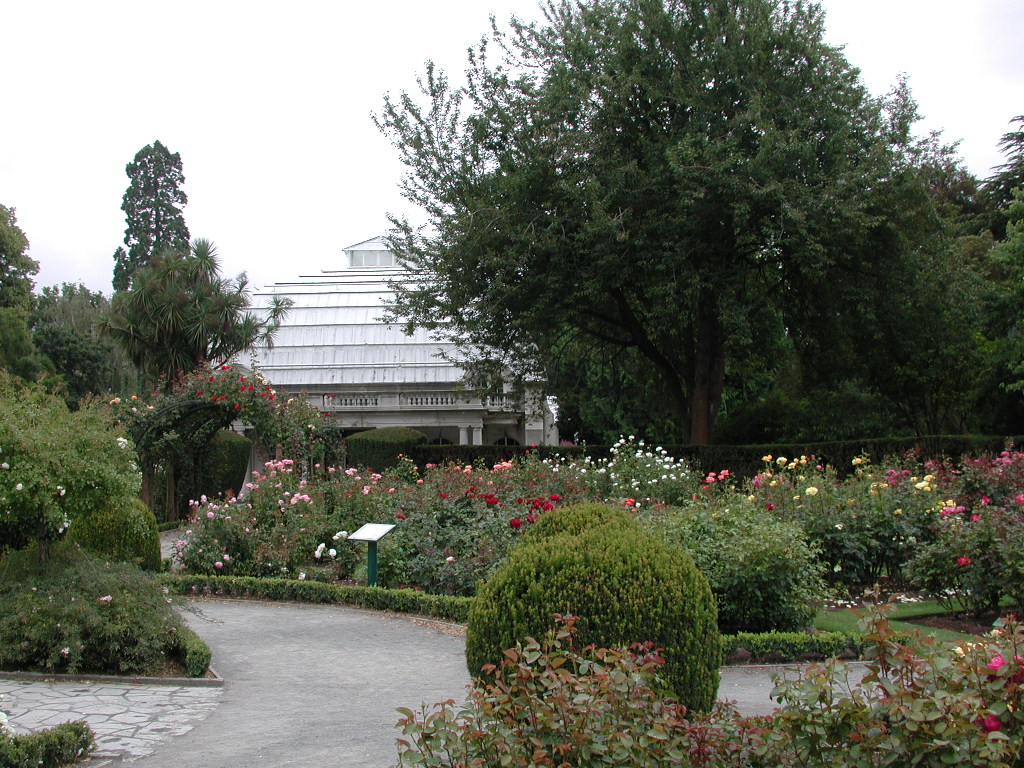
Rosaleda y al fondo la Casa Cunningham, en el Christchurch Botanic Gardens.

Entre las más importantes colecciones del jardín botánico de Auckland se incluyen :
- Flora de Nueva Zelanda que se encuentra en una sección aparte del resto de las plantas del jardín.
- Rocalla y Alpinum, algunas de sus plantas están en floración a lo largo de todo el año
- Arboreto que se ubica en áreas del "Hagley Park" adyacente.
- Colección de plantas bulbosas, y tuberosas, con begonias y narcisos.
- Rosaleda, con unas 250 variedades y una colección de rosas de la herencia
- Borduras de plantas herbáceas (iniciado el jardín en 1986, incluye plantas de interés culinario y medicinal).
- Árboles resistentes monocotiledóneos.
- Colección de coníferas de climas templados.
- Jardín de brezos, con plantas de los géneros Erica y Calluna.
- Una parte del jardín tiene varias especies de Rhododendron y cultivares con plantas asociadas de Hosta, Helleborus y Lilium.
- El jardín de los humedales con varias especies de árboles y arbustos.
- Invernaderos.
  - Casa Garrick, que alberga plantas crasas, cactus y suculentas
  - Casa Cunningham con Dieffenbachia, Peperomia, Hoya, Anthurium y Dracaena.
  - Invernadero de los helechos.
  - Casa Townend con Begonia, Calceolaria, Cyclamen, Gloxinia y Primula.
  - Casa InGilpin con orchidaceae, plantas carnívoras, Tillandsia y bromelias.

## Actividades
En este centro se despliegan una serie de actividades a lo largo de todo el año:
- Programas de conservación
- Programas educativos
- Plantas urbanas
- Horticultura
- Sistemática y Taxonomía
- Index Seminum
- Exhibiciones de plantas especiales
- Sociedad de amigos del botánico
- Cursos para el público en general